# Agar Sabouraud

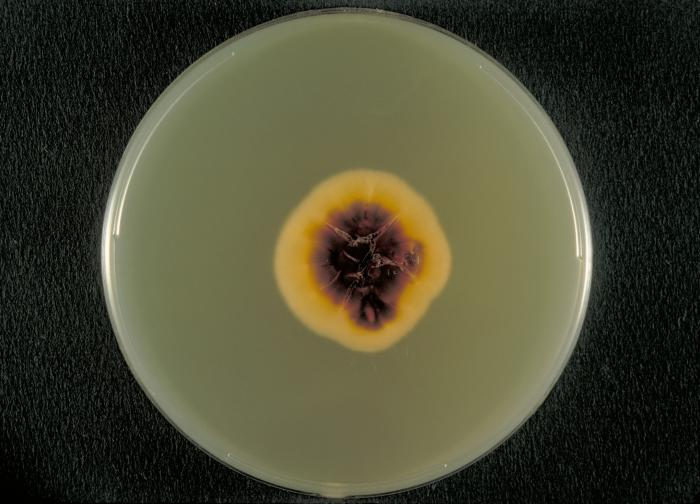
Vista des de baix d'una placa Petri d'agar de Sabouraud amb una colònia de Trichophyton rubrum var. rodhaini.

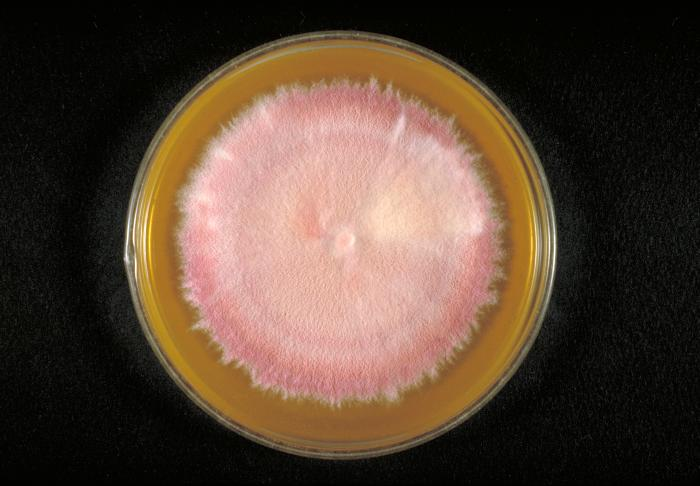
Cultiu de Trichophyton terrestre fungus.

L'agar Sabouraud és un tipus de medi de cultiu que conté peptones. S'empra per a cultivar dermatòfits i altres tipus de fongs.